# Dinarthrodes fui
Dinarthrodes fui är en nattsländeart som beskrevs av Hwang 1957. Dinarthrodes fui ingår i släktet Dinarthrodes och familjen kantrörsnattsländor. Inga underarter finns listade i Catalogue of Life.